# Penobscot

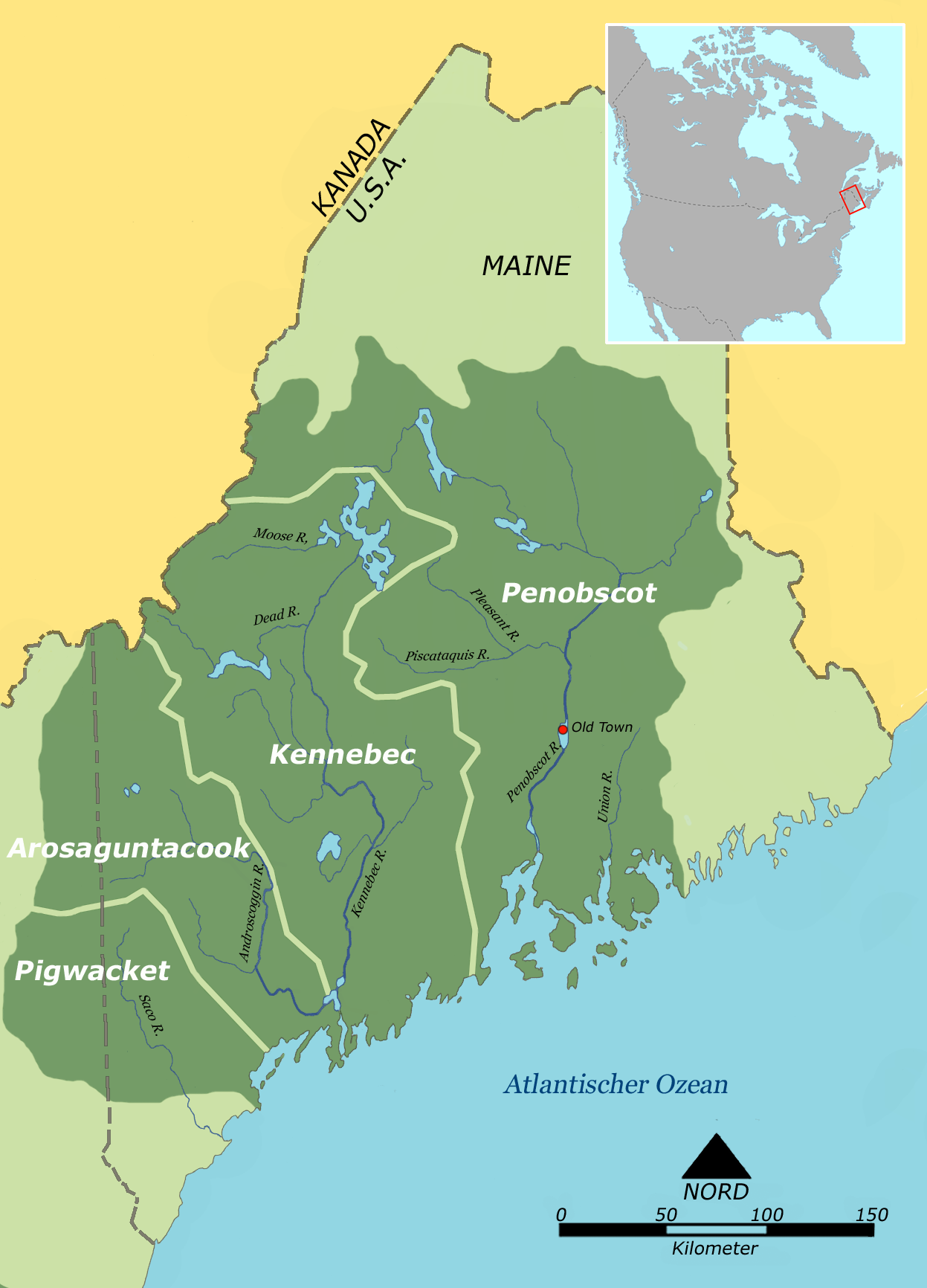
Ehemaliges Wohngebiet der Penobscot

Die Penobscot (Penobscot Indian Nation) sind früher Algonkin, heute Englisch sprechende Indianer, die in vorkolonialer Zeit an beiden Seiten der Penobscot Bay und im Tal des Penobscot Rivers sowie seinen Nebenflüssen im heutigen Bundesstaat Maine im Nordosten der USA lebten. Sie waren Mitglieder der Abenaki-Konföderation und gehören sprachlich und kulturell zu den östlichen Abenaki, deren größter Stamm sie waren. Ein 53,4 km² großes Reservat wurde auf Indian Island im Penobscot River eingerichtet.

## Name
Den Penobscot sind Europäern wohl erstmals in der Nähe des heutigen Orland in Maine begegnet. Die französische Form Pentagoet wurde ab 1604 allgemein auf den Fluss angewendet und im Besonderen auf die Gegend des heutigen Castine. Später brauchten Franzosen und Engländer den Begriff Penobscot auch für den Fluss und praktisch für jedes daran liegende Dorf. Der Penobscot River wurde von einigen frühen englischen Forschern Pemaquid genannt, doch der Name änderte sich schon bald in Pemaquid Point, zur Verwirrung von späteren Historikern. Penobscot stammt vom Abenaki-Wort Panawahpskek, das Wo sich die Felsen öffnen bedeutet.

## Geschichte

### Urgeschichte

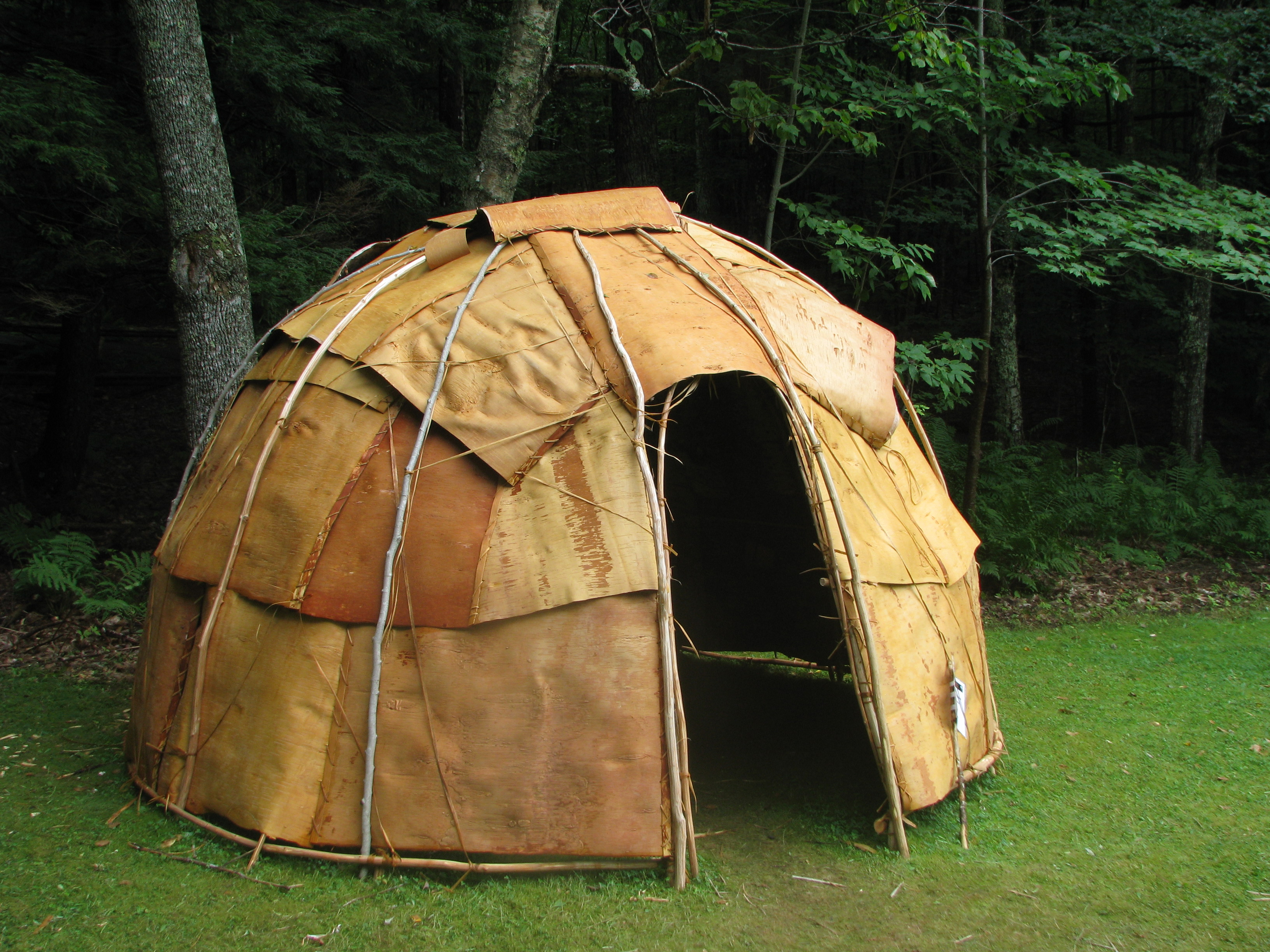
Wigwam, errichtet im Acadia-Nationalpark

Die ältesten Spuren menschlicher, genauer paläo-indianischer Anwesenheit, reichen bis etwa 10500 v. Chr. zurück. Die frühen Jäger bezogen ihr Ausgangsmaterial für ihre Steinklingen vom Munsungan Lake, jagten vermutlich Karibus und lebten in Zelten, wie Funde am Magalloway River belegen. Um 8000 v. Chr. tauchten andere Klingen auf, die wahrscheinlich für die Jagd auf Bisons geeigneter waren. Die Gruppen waren größer, lebten stärker vom Fischfang und lebten in einem begrenzten Gebiet, statt wie bis dahin gebräuchlich den großen Karibuherden zu folgen.
Die archaische Periode wird in drei Phasen gegliedert, die von 8000 bis 6000, dann bis 4000, schließlich bis 1500 v. Chr. reichen. Zwischen 6500 und 3000 v. Chr. sank der Wasserspiegel der Seen, so dass mit dem Wiederanstieg die meisten Spuren der Fischergruppen vernichtet wurden. Aus Feuerstein und Rhyolith wurden Werkzeuge hergestellt, aus Quarz entstanden Kratzer und Projektilspitzen. Wahrscheinlich kamen die ersten archaischen Indianer aus Süd- und Nord-Carolina, wo sich ähnliche Werkzeuge fanden. Sie jagten weder Karibus noch Bisons, sondern Bären, Hirsche und Rehe, Bisam, Vögel und Schildkröten. Offenbar befuhren sie die Flüsse und Seen. Die Toten wurden verbrannt, in der nachfolgenden Periode fügte man jedoch den Toten Ocker hinzu.
In dieser mittleren archaischen Periode erschienen als neue Werkzeuge, wiederum aus dem Süden, ausgekehlte Beile und Speerschleudern. Außerdem wurden Klingen und Messer aus Schiefer gefertigt. Auch diese Menschen lebten in Uferzonen und man nimmt an, dass kleine Gruppen von 20 bis 25 Angehörigen vorherrschten. Am Sebasticook Lake bei Newport fand sich das älteste Fischwehr; wahrscheinlich war Aal die bevorzugte Beute.
Die späte archaische Periode wird in Maine noch einmal in zwei Abschnitte aufgeteilt, nämlich in die Vergennes-Phase und in die small stemmed point tradition, die Kultur der kleinen gestielten Klingen. Der Otter Creek Point kennzeichnet die erste Phase, die bis etwa 3000 v. Chr. reicht; in dieser Phase könnten kleine Jägergruppen eingewandert sein. In der späteren Phase dominierten Fischer an der Atlantikküste, die Kabeljau, Schwertfisch und Muscheln fingen, aber auch Hirsche. Aus dieser Phase ging die Moorhead-Phase hervor, die durch Grabbeigaben, roten Ocker und möglicherweise eine übergreifende Kultur bis nach Neuschottland gekennzeichnet ist.
Die archaische Periode wurde durch die Waldlandperiode abgelöst. Keramik, Wigwams und Birkenholzkanus waren kennzeichnend. Um 800 dürften bereits die späteren vier Stammesgruppen der Mi’kmaq, Passamaquoddy, Maliseet und Penobscot bestanden haben.

### Voreuropäische Lebensweise, Pocken
Die Penobscot bestritten ihren Lebensunterhalt durch Jagen, Fischen und Sammeln, indem sie saisonal den Nahrungsmittelquellen folgten. Zu diesen zählten Elche, Biber, Bären, Otter und Fische. Den Winter, eine Zeit, in der das Überleben in dem kalten Gebiet schwierig war, verbrachten kleine Familiengruppen in Jagdlagern innerhalb gesonderter Familien-Jagdgebiete, deren Rechte in der männlichen Linie (patrilinear) vererbt wurden. Den Sommer hindurch bewohnte man größere Lager und Dörfer. Das Amt des Stammeshäuptlings oder Sagamore beinhaltete wenig Macht, der Inhaber fungierte allgemein als Vertreter des Stamms bei Zeremonien oder bei Geschäften mit Außenstehenden, manchmal auch als Schlichter bei Streitigkeiten.
Bedeutendster Häuptling der voreuropäischen Phase war Bessabes, den die Briten Bashabes nannten. Zu seinem Gebiet zählten mehr als zwanzig Dörfer. 1606 bis 1616 kam es zu schweren Auseinandersetzungen zwischen verschiedenen Stämmen, in deren Verlauf Bessabes ums Leben kam. Zudem dezimierte eine Epidemie, vermutlich Pocken, die Penobscot.

### Erste Kontakte mit Europäern, Jesuitenmission, Irokesenkriege
Zu ersten Kontakten mit Europäern kam es im frühen 17. Jahrhundert; sie schleppten vermutlich die Pocken ein. Der Handel mit Pelzen brachte die drei anderen Stammesgruppen gegen die Penobscot auf, die im Handel mit Engländern und Holländern Vorteile erlangten. Ab den 1630er Jahren herrschte fast ununterbrochen Krieg mit den Mohawk, die zu den Irokesen zählen. Auslöser war der Fell- und Pelzhandel mit den Europäern. Erst 1678 konnte dieser Dauerkrieg beendet werden. Die Zahl der Penobscot wird zu dieser Zeit auf vielleicht 10.000 geschätzt. Unter ihrem Sachem Madockawando unterhielten sie freundliche Kontakte zu den Engländern. In den König-Philips-Krieg, einem Versuch der Indianer des Nordostens, die Engländer zu vertreiben, wurden auch die Penobscot hineingezogen. Unter Führung Metacomets, den die Engländer King Philip nannten, starben 3000 Indianer ebenso wie 600 weiße Siedler. Am 12. April 1678 kam es zu einem Vertrag mit den Indianern in Maine, doch bald flammten die Kämpfe wieder auf. Mit dem King William’s War, dem nordamerikanischen Zweig des Pfälzischen Erbfolgekriegs (1688 bis 1697) gerieten die Indianerstämme Maines erstmals zwischen die Fronten der englisch-französischen Kriege.
1688 wurde eine französische Mission in Sillery bei Québec errichtet. Der französische Händler Baron de Castine siedelte bei den Penobscot und heiratete die Tochter des Sachems Madockawando. Nach dessen Tod übernahm Castine die Häuptlingswürde, bis sein Sohn, Castine der Jüngere, alt genug zur Übernahme des Amts war. Ein permanenter Handelsposten und eine Jesuiten-Mission bei dem heutigen Ort Castine in Maine wurde errichtet. Castine und sein Sohn waren unversöhnliche Feinde der Briten und unter ihrer Führung wuchs die Feindschaft der Penobscot gegenüber den Engländern besonders deshalb, weil diese die Handelsbeziehungen abgebrochen hatten. 1703 griffen Franzosen und 500 Indianer Siedlungen um Portland an. Bis zum Kriegsende im Jahr 1713 kam es zu weiteren Kämpfen, in deren Folge viele Abenaki und Wabanaki nach Norden auswichen, da Maine an Großbritannien kam. Im frühen 18. Jahrhundert wohnten die Penobscot in relativ großen Dörfern, die aus Häusern mit Rindendächern und Blockhüttenwänden bestanden.

### Verbündete Neufrankreichs, Frieden mit Briten (1749)
Die Penobscot unterstützten die Franzosen gegen die Engländer bei allen Kriegen an der Neuengland-Front bis 1749, das Jahr, in dem sie dauerhaft Frieden mit den Engländern schlossen. Als Resultat brauchten sie nicht mit den anderen Gruppen der Abenaki-Konföderation nach Kanada zu flüchten, sondern sie blieben bis heute in ihrem alten Wohngebiet.

### Siebenjähriger Krieg, Verlust des Territoriums (1755–1764)
Als der Siebenjährige Krieg in Nordamerika (1755–1759) ausbrach, der dort auch „Franzosen- und Indianerkrieg“ genannt wird, blieben die Penobscot neutral und drängten die anderen Stämme, sich aus dem Konflikt herauszuhalten. Aber die übrigen östlichen Abenaki befanden sich zum größten Teil in Québec und hatten wenig zu verlieren. Sie verbündeten sich mit den Indianern der Küstenregion und griffen die Engländer an. Schließlich zwangen die Engländer auch den Penobscot den Krieg auf. Enorme Prämien auf Skalps wurden wie bereits in den vorangegangenen Kriegen ausgesetzt: 50 Pfund für einen gefangenen Penobscot-Krieger, 40 Pfund für einen männlichen Skalp, 25 Pfund für eine gefangene Frau oder ein Kind und 20 Pfund für den Skalp einer Frau oder eines Kindes. Der Krieg endete 1759 mit dem Ende der französischen Herrschaft in Nordamerika und für die Penobscot mit dem Verlust der meisten territorialen Rechte außerhalb ihres Flusssystems an die Briten. 1764 forderten die Briten den Besitz des unteren Penobscotgebiets. Die Penobscot konnten nicht mehr zwischen den zwei konkurrierenden Mächten die Balance halten und der Friedensvertrag von 1762 war im Grunde eine Kapitulation.

### Amerikanischer Unabhängigkeitskrieg
1775 brach der Amerikanische Unabhängigkeitskrieg (1775–1782) aus. Um der britischen Vorherrschaft entgegenzuwirken, verstärkten die Penobscot ihre Bindungen mit den Maliseet-Passamaquoddy, Mi’kmaq, Odawa, Huronen und anderen früheren französischen Verbündeten in der Abenaki-Konföderation. Das Zentrum dieses Bündnisses wurde das Große Feuer in Caughnawaga in Québec, dem heutigen Reservat Kahnawake. Bei Ausbruch des Kriegs hielten die Penobscot zu den rebellierenden Kolonisten, einerseits weil es politisch vorteilhaft war und andererseits, weil die Kolonisten auch die Unterstützung der Franzosen hatten. Massachusetts, damals gehörte Maine dazu, schien die territorialen Rechte der Penobscot nördlich von Bangor anzuerkennen, aber später gab es darüber eine Auseinandersetzung. Die Penobscot waren in örtliche Gefechte und in einige weiter entfernte Feldzüge verwickelt wie Benedict Arnolds Angriff auf Québec. Sie waren am Ende des Kriegs in einer hervorragenden Position, aber Massachusetts nutzte ein Missverständnis bei den Sicherheitsbürgschaften von 1775 als Anlass, sich den größten Teil des mittleren Penobscot Rivers anzueignen. Häuptling Joseph Orono bot dem Parlament von Massachusetts, in dem ihr Land zu dieser Zeit noch lag, Unterstützung gegen die Briten an, wenn sie ihr Land von illegalen Siedlern und vor allem Holzfällern verschonten. Tatsächlich reservierte das Parlament 1786 aber nur 200.000 Acre Land für den Stamm; Orono akzeptierte, in der Hoffnung auf Sicherheit. Die nördliche Grenze dieses mittleren Abschnitts wurde 1786 festgelegt und 1796 gesetzlich verankert, dennoch verloren die Penobscot immer mehr Land. Innerhalb dieses Gebiets behielten sie nur die Inseln im Fluss nördlich ihres Hauptdorfs Old Town. Außerdem behielten sie zwei Inseln vor der Küste.

### Indianergesetzgebung der USA, Baptistengemeinde, Verschwinden der Sprache
Bis 1803 brach die Bevölkerungszahl von 10.000 im 17. Jahrhundert auf nur noch 347 ein. 1820 übernahm Maine, das in diesem Jahr ein neuer US-Bundesstaat wurde, die Rechte und Pflichten von Massachusetts. Entgegen dem Federal Trade and Non-Intercourse Act von 1790 eignete sich der Bundesstaat das Land der Penobscot an.
Im 19. Jahrhundert war Molly Molasses (ca. 1775–1867) eine der bedeutendsten Schamaninnen des Stamms. Unter den Nichtindianern der Holzmetropole Bangor mit ihren 20.000 Einwohnern, wo sie auf ihre alten Tage betteln musste, galt sie als Hexe und war gefürchtet. Unter den Penobscot galt sie als Traumdeuterin, konnte Krankheiten vertreiben, vorhersagen, wo man auf Wild traf, und sie konnte gegen Feinde Geisthelfer (bao-higan) ausschicken. Von katholischen Priestern erhielt sie als Kind den Namen Mary Pelagie, die Penobscot sprachen den Namen Molly Balassee aus, die Engländer machten daraus Molly Molasses. Inzwischen war der Pelzhandel, der aber nie ganz verschwand, von kunsthandwerklichen Tätigkeiten abgelöst worden, gegen die man europäische Produkte wie Gewehre, Pfannen oder Zucker erwerben konnte. 1784 wurde Bangor gegründet, wo rund 300 Holzfäller lebten, im Umkreis kamen weitere 1000 hinzu. Zudem siedelten bald erste Familien in der Nähe der Penobscot-Insel in Orone und Old Town, bald waren es 200 Menschen. Die Region wurde zur wichtigsten Quelle für Holz in Maine, die Wälder wurden abgeholzt, die Stämme den Fluss abwärtsgeflößt. Im Dorf entstand eine katholische Kirche, dann eine kurzlebige Schule, Häuptling Attean verließ als erster sein Langhaus und zog in eine Hütte nach Bauart der Briten. In den 1830er Jahren drangen immer mehr Holzunternehmen in die ausgedehnten Wälder ein, Bangor wurde zur Lumber Capital of the World (dt. Holzhauptstadt der Welt). 1836 wurde eine Eisenbahnverbindung fertiggestellt. Orono und Old Town hatten 6.000, Bangor über 10.000 Einwohner. Ende der 1840er Jahre verlärmten 16 Sägemühlen permanent die Insel der Penobscot. Die Flöße der Holzfäller unterbrachen oft tagelang die Kanurouten, die Wildhabitate wurden zerstört, Sägemehl trieb auf den Fischgründen, mehrgeschossige Häuser standen auf alten Lagerplätzen. 1833 erhielten die Penobscot für den Verkauf ihres Landes 50.000 Dollar, also 50 Cent pro Acre. Ihnen blieben nur noch die Inseln, das Geld wanderte in einen Fonds, von dem eine Schule, der Indianeragent und Lebensmittel finanziert werden sollten. Mollys Sohn wurde wegen Wilderei bedroht, weil er in den nicht mehr dem Stamm gehörenden Wäldern einen Elch erlegt hatte; ihr selbst erging es ähnlich, als sie von einem Farmer mit dem Gewehr von seinem Land vertrieben wurden, weil sie Fasern für ihre Körbe suchten. Der Indianeragent bot Saatgetreide, wenn die Indianer auf die Jagd verzichteten und Bauern wurden, doch die meisten von ihnen zogen zum Moosehead Lake, auch wenn dort bereits gleichfalls das Wild schwand. Molly weigerte sich, ausschließlich auf einer der Inseln zu leben und schlug ihren Wigwam in den Städten auf. Bald erkannte sie, wie einige andere Indianer auch, dass ihr Leben den Weißen als rückständig galt, dass aber immer mehr von ihnen bereit waren, für Tanzaufführungen zu zahlen. Frank Loring, der als Big Thunder auftrat, gelang es auf diese Art, Tausende zu seinen Medizin-Shows in Zelten und Hallen zu versammeln. Einige konnten ihren nomadischen Lebensstil fortsetzen und im ganzen Land umherreisen. Zwischen 1862 und 1869 war Joseph Attien (1830–1870) Governor des Stamms.
1879 wurden Schulen zur Assimilation der Indianerkinder gegründet. 44 Penobscot-Schüler mussten die Carlisle Indian School in Pennsylvania besuchen. In den 1920er Jahren verlor der Stamm seine Vorrechte beim Fischen, 1924 wurden die Stammesangehörigen entgegen dem Willen der Passamaquoddy als US-Bürger anerkannt, um die Stämme auflösen zu können. Maine verweigerte ihnen allerdings das Wahlrecht. Eine Untersuchung der Verhältnisse bei den Passamaquoddy im Jahr 1935 kam nicht nur zu dem Ergebnis, dass es dort erhebliche Armut und soziale Probleme gab, sondern auch dazu, dass der Staat die Schuld daran trug.
Es wurde eine wachsende Zahl von Mischehen geschlossen. Junge Penobscot suchten sich oftmals Maliseet- und Passamaquoddy-Ehepartner. Angehörige anderer Stämme waren auch vertreten und es gab zunehmend Mischehen mit Nichtindianern. Die bekannteste Penobscot der 1930er Jahre dürfte Molly Spotted Elk gewesen sein. Sie spielte in dem 1930 gedrehten Film The Silent Enemy mit, lebte bis zum Zweiten Weltkrieg in Paris und kehrte 1940 auf der Flucht vor den deutschen Besatzern in die USA zurück.
1957 entdeckte Louise Sockabesin einen Vertrag der Passamaquoddy mit Massachusetts von 1794, eine Entdeckung, die der Indianerbewegung in Maine großen Auftrieb gab. 1965 gründete Maine als erster Bundesstaat ein eigenes Department of Indian Affairs. Der für die Penobscot zuständige Indianeragent residierte im heutigen Museum des Stamms. Das Department bestand bis 1980, war jedoch permanent unterfinanziert und erkannte die Souveränitätsrechte des Stamms nicht an. Immerhin konnte der Stamm eigene Indianeragenten durchsetzen. Dieser klagte 1980 seine Rechte am rechtswidrig eingezogenen Land ein und er wurde von den USA als Indianerstamm anerkannt (Maine Indian Land Claims Settlement). Die Stämme des Bundesstaats erhielten 80 Millionen Dollar als Versuch einer Wiedergutmachung, 1991, zehn Jahre später, wurden auch die Mi’kmaq als Stämme anerkannt. Im Jahr 2000 wurde das Wort „Squaw“ aus dem politischen Raum verbannt, 2002 verabschiedete das Parlament von Maine LD 1940, ein Gesetz, das Wiedergutmachung für die Verletzung von Grabstätten und die Rückgabe und Beisetzung sterblicher Überreste vorsah.
Der Stamm, dem heute 146 Inseln im Penobscot River und das Dorf Old Town gehören, wählt heute alle zwei Jahre einen Gouverneur und einen Abgeordneten ohne Sitz oder Stimme ins Parlament des Staats Maine, der sich lediglich zu Stammesfragen äußern darf. Die staatlichen Verpflichtungen gegenüber den Penobscot werden von einem Agenten verwaltet, dessen Büro sich auf einer Insel in Old Town befindet, und von einem staatlichen Bevollmächtigten für indianische Angelegenheiten in Augusta. Verglichen mit den Passamaquoddy ziehen die Penobscot den alleinigen Nutzen aus den vertraglichen Vereinbarungen mit dem Staat. Sie sind nicht unmittelbar dem Bureau of Indian Affairs unterstellt, ein ungewöhnlicher Fall in den Vereinigten Staaten. Trotzdem sind sie berechtigt, von bundesstaatlichen Programmen zu profitieren und sind der bundesstaatlichen Gesetzgebung als indianische Bürger und anderen allgemeinen die Indianer betreffenden Gesetzen unterstellt.
Penobscot-Kinder besuchen zwar ihre eigene Grundschule, gehen aber außerhalb der Insel zu weiterführenden Schulen. Eine kleine katholische Mission sorgt für die religiösen und erzieherischen Bedürfnisse des Stamms. Eine Minderheit der Penobscot besucht eine Baptistenkirche auf der Insel. Einige handwerkliche Fertigkeiten, besonders die Korbmacherei und Mokassin-Herstellung, werden weiterhin ausgeübt. Im Gegensatz dazu ist der Penobscot-Dialekt praktisch ausgestorben.

### Rückgewinnung der natürlichen Ressourcen: Abriss der Dämme am Penobscot-Fluss
Am 22. Juli 2013 wurde mit dem Abriss des Veazie Dam begonnen, des am weitesten flussabwärts gelegenen Staudamms am Penobscot. 2012 war bereits der Great Works Dam beseitigt worden, so dass nunmehr der Fluss ab Milford abwärts ungehindert fließen kann. Nun hoffen die Penobscot auf die Rückkehr der Lachse und zahlreicher anderer mit diesen zusammenhängender Arten. Seit 2004 hatte sich zu diesem Zweck der Penobscot River Restoration Trust zusammengefunden. Seit 1999 wurden im Nordosten der USA 96, in den USA insgesamt seit dem letzten Jahrhundert 1100 Dämme entfernt.

## Demografie
Im Januar 1970 betrug die Bevölkerung inklusive Nichtansässiger 815 Personen, der Zensus aus dem Jahr 2000 gab 2.045 Stammesangehörige an. 2013 gab das Penobscot Nation Museum die Zahl von 2.261 Angehörigen an, von denen 416 auf Indian Island lebten. Zum Reservat gehören 4.866 Acre trust land, 53.276 Acre fee land.